# 史上最強のクイズ王決定戦
『史上最強のクイズ王決定戦』（しじょうさいきょうのクイズおうけっていせん）とは、1989年から1995年までTBSの『ギミア・ぶれいく』および『THE・プレゼンター』枠で数回にわたって放送されたクイズ番組である。企画者（プレゼンテーター）は石坂浩二。

## 概要
『ギミア・ぶれいく』の特別企画としてスタート。数あるクイズ番組の頂点に位置する番組を謳っており、第1回では幾多の優勝歴がある当時のクイズ界の強豪招待選手7人＋石坂浩二の8人によるサバイバル戦だったが、第2回以降は全国から集まった参加者から決勝行きを果たした1人が前チャンピオンと対戦し、クイズ王の栄冠を争うという趣向になっていた。
格式の高きクイズ番組を謳い参加者の過去の実績、知名度、タレント性といったものに一切配慮せず、オーソドックスな難問とクイズ王の強さを重点に置いた。
特色としては結果よりも実力（特に早押しでの洞察力、測定器を用いてボタン押しの時間差を測定する演出まであり）を重要視しており、他クイズでの目立った優勝歴や過去大会で準優勝でもしない限りは冷遇されるに等しかった。例として、第9回の準決勝で早押しテーブルの4人のうちの3人の実力者に混じった1人が解答権を得たとき、司会が名前に詰まる場面があった。

## 主な出演者

### 司会進行・出題者
- 草野仁（第1回～第8回・巨泉VSクイズ王。初期では大会委員長も兼任）
- 石坂浩二（第9回、全国選抜サバイバルマッチ、それ以外は実質上解説ポジション。第5回では大会委員長も兼任。巨泉VSクイズ王・ライブには出演せず）
- 森口博子（第7回・第8回）
- 楠田枝里子（第9回、全国選抜サバイバルマッチ）
- 上岡龍太郎（ライブ）
- 三雲孝江（ライブ）

### 予選会
※第8回は不明。また、アナウンサーの肩書は当時在籍していた局のもの。
全国→東日本
- 小林豊（第2・9回/TBSアナウンサー）
- 松宮一彦（第3・5・7回/TBSアナウンサー）
- 浦口直樹（第4・6回/TBSアナウンサー）
- 小笠原保子（第2回～第6回出題/TBSアナウンサー）
- 有村美香（第6回第二予選会場リポーター/TBSアナウンサー）
- 畑恵美子（第7回出題/TBSアナウンサー）
- 福島弓子（第9回出題/TBSアナウンサー）

西日本
- 野村啓司（MBSアナウンサー）
- 三上智恵（第5回～第7回出題/MBSアナウンサー）
- 古川圭子（第9回出題/MBSアナウンサー）

中部
- 小堀勝啓（第6・7回/CBCアナウンサー）
- 平野裕加里（第6回出題/CBCアナウンサー）
- 河野夏紀（第7回出題/CBCアナウンサー）
- 吉岡伸悟（第9回/CBCアナウンサー）
- 阿部恵（第9回出題/CBCアナウンサー）

北海道
- 管野暢昭（第6・7回/HBCアナウンサー）
- 山田頼子（第6・7回/出題/HBCアナウンサー）
- 山崎英樹（第9回/HBCアナウンサー）
- 鶴羽佳子（第9回出題/HBCアナウンサー）

九州・沖縄
- 龍山康朗（第6・9回/RKBアナウンサー）
- 茅野正昌（第7回/RKBアナウンサー）
- 大村由紀子（出題/RKBアナウンサー）

### 史上最強のクイズ王があなたの街にやって来る!
札幌
- 松宮一彦（TBSアナウンサー）
- 山田頼子（出題/HBCアナウンサー）

大阪
- 野村啓司（MBSアナウンサー）
- 三上智恵（出題/MBSアナウンサー）

名古屋
- 小林豊（TBSアナウンサー）
- 松山香織（出題/CBCアナウンサー）

福岡
- 浦口直樹（TBSアナウンサー）
- 大村由紀子（出題/RKBアナウンサー）

### 全国同時対抗ライブ・リポーター
関東地区
- 鈴木順（TBSアナウンサー）

北海道地区
- 薮淳一（HBCアナウンサー）
- 浅野英美（HBCアナウンサー）

中部地区
- 大園康志（CBCアナウンサー）
- 阿部恵（CBCアナウンサー）

近畿地区
- 亀井希生（MBSアナウンサー）
- 松井愛（MBSアナウンサー）

九州地区
- 中西一清（RKBアナウンサー）
- 田中みずき（RKBアナウンサー）

### 本選出題
- 小笠原保子（第1-6回・巨泉VSクイズ王）
- 大村由紀子（第7-9回・全国選抜サバイバルマッチ・ライブ）

## 基本的な流れ

### 予選
- 予選は第2回から行われ、会場は第2～4回は東京のみ。第5回は東京・大阪の2カ所による同時進行、第6回からは札幌（北海道ブロック、北海道放送本社）・東京（東日本ブロック、TBSホール[1]）・名古屋（中部ブロック、第6回・河合塾サクセスホール、第7回・中部日本放送本社、第9回・今池ガスホール）・大阪（西日本ブロック、毎日放送千里丘放送センターミリカホール[2]）・福岡（九州沖縄ブロック、RKB毎日放送ホール）の5カ所で開催された。
- 予選参加者はクイズ番組（本選）未出場者は青、クイズ番組の出場経験はあるが優勝経験の無い者は黄、クイズ番組優勝経験者は赤のサンバイザーをかぶる。(第2～4回では、優勝回数分のバラを付けたゼッケンを付け、第5回以降はゼッケンの代わりにサンバイザーに優勝回数分の★を付けるようになった。)第1関門として、50問筆記クイズが行われる[3]。筆記クイズ上位（人数は回・地区によってまちまち）が第2関門に挑戦できる。
- 参加者が非常に多い時は第二会場が設けられ、そこでは主に青のサンバイザーの参加者が筆記クイズを受けた。
- 第2関門は早押しクイズ。7問正解で勝ち抜け。不正解3回で失格。第2回は1組5人で1人勝ち抜け、第3～5回は1組4人で1人勝ち抜け、第6回以降は1組5人で2人勝ち抜けだった。（第6回以降の本選進出人数は地区によってまちまち）
- 第2～5回では最終関門として「ボードクイズ」が行われた。ルールは1問ずつ出される問題にフリップで解答。10人（第5回では16人）中、先に7問正解した上位6～7名が本選に進出する。
- 本大会の優勝経験者は原則として予選を免除された。

### 本選
第1関門
3択クイズ。本選出場者(第5回までは8人、それ以降はまちまち)は1～3番の中からひとつを選んで解答する。第1回は全50問出題し、正解数の多かった上位4名が、準決勝進出。第2回からは30問先取、第7回からは50問正解。勝ち抜け人数は第5回までは4人、第6回では7人、第7回以降では8人だった。第7回からは前回優勝者も参加するようになる。舞台方式は5回まで解答席、6回は1問正解ごとに一段登る階段駆け上がり、7回以降は一問ごとに1マス前進であった。最後の勝ち抜け人数が残り人数を上回った場合は、その者たちでサドンデスを行う。水津と西村は毎回独走ペースで一抜け・二抜けを独占した。
第2関門
4人で行う早押しクイズ。ルールは予選の早押しクイズと同じ。第2～6回は1人勝ち抜けで前回優勝者との対戦権が得られる。第7回以降はAブロックとBブロックに分けて各ブロック1人が7問先取で決勝戦進出。お手付き・不正解3回で失格。なお第6回では「時間制限筆記クイズ」という名称で10ポイント先取のボードクイズが行なわれ、早押しクイズは第3関門として行なわれた。後期では序盤での早押しアクションで西村を圧倒してみせた解答者も現れだしたが、結果的に失格しており、結局この関門では最後まで西村を敗る解答者は現れなかった。
決勝戦
パート1として超難問早押しクイズで7問（第5回では9問）出題される。正解すれば1ポイント。不正解は解答権が相手に移り、更に問題文を全部聞くことができる。大体の場合結果は毎回5対2で終わっていた。第1回では行われていない。
パート2はカプセルクイズ。2人はそれぞれカプセルに入り、ヘッドホンを装着しながらクイズに挑む。相手の解答はもちろん聞こえない。パート1で獲得したポイントがパート2へ引き継がれる。出題は石坂が行う。1問正解1ポイント。15ポイント（第1回では10ポイント。第5回では20ポイント）先取で優勝。優勝者には賞金100万円の小切手と緑のジャケットが渡され、次回の大会以降の予選シード権が与えられる（第6回までは決勝戦までシード、第7回以降は予選のみ免除）。また準優勝者には賞金10→30万円の小切手が贈られる。

## 特別編
- 数回、通常の内容とは異なる特別編が放送された。

### 史上最強のクイズ王があなたの街にやって来る!
- 1991年1月放送。
- クイズ王の水津と西村が福岡・名古屋・大阪・札幌を回り、一般参加者と戦った。
- クイズ王1名と一般参加者3人1チームによる早押し対決で、1回の対戦につき5問で決着がつくという短期決戦ルール。なおお手つきの場合は相手チームに得点が行く。
- 一般参加者は5問中何問正解(何点獲得)できたかによって「笑ゥせえるすまん」のTシャツか賞金がもらえた。
- クイズ王が強すぎて挑戦者が出場を取りやめるといったこともあったことから後半では「一般参加者4チーム対クイズ王1名」や「抽選でクイズ王の代わりにニセクイズ王(ガダルカナル・タカ、松尾伴内)」などのイベントをおこなった。
- また、5問とも全問正解して50万円を獲得した参加者も現れたがこの模様はカットされた。

### 大橋巨泉VSクイズ王
- 水津、西村プラス番組が選出したクイズの強豪4人の招待選手6名がこの企画のプレゼンテーター・大橋巨泉の制作した問題で戦った。
- 巨泉の制作した問題はクイズとして出すには文章の構成上適切ではない問題や彼の趣味に偏った非常にマニアックな問題が多く全員苦戦をしていたが、結局水津と西村がクイズ王の意地を見せ決勝進出を果たす。なお水津との決勝争いにあと一歩で敗れた布川尚之は後に第8回で決勝に進出するも、西村との対決では3対15と12点差をつけられ敗れてしまう。
- 通常の大会では解答席やカプセルなどのセットが赤かったのに対して、この企画では緑だった。

第一関門
早押しクイズ。
従来のスタッフが作成した問題を20問出題。1問正解で1点獲得、不正解は1点減点。
第二関門
超難問早押しクイズ。
巨泉が作成した問題を25問出題。1問正解で2点獲得、不正解3回で失格。合計得点の上位2名が決勝ラウンド進出。席順は第一関門終了時点での成績順。出題は巨泉が担当。同点が3人以上いた場合などは、サドンデスとなる。
決勝
カプセルクイズ。10問先に正解した方の優勝。
ただし、問題は全て巨泉が作成した問題を出題。しかも30問以内に両者とも10問正解に到達できなければ、優勝者無し（事実上巨泉の優勝）となる。
結果は西村が1問正解、水津が2問正解で30問を消化したため、優勝者無しとなった。
優勝賞品として金メダルとペアによるオーストラリア旅行が用意されていたが、巨泉の裁量で出場者全員によるジャンケンが行われた結果、布川が旅行を獲得した。

### 史上最強のクイズ王決定戦・全国選抜サバイバルマッチ
- 第9回の後に開催。当時の現クイズ王・水津康夫プラス厳重な審査で選び抜かれた招待選手7名を加えた8名で、通常とは異なる趣向の関門で戦った。
- 全ての形式が早押しという唯一の回だった。
- 出場者は水津は和服、唯一の女性出場者の石野はドレス、他の男性出場者はタキシードとフォーマルな服装で収録に臨んだ。

第1ラウンド
4種目の早押しクイズを実施。各種目のトップが第2ラウンド進出。
第1種目は東大生20名と1対20で勝負。東大生に正解されるか挑戦者が不正解するまで（東大生不正解はノーカウント）、何問連続で正解出来たかを競う連勝早押しクイズ。1人ずつ挑戦して、最高記録を出した1名が第2ラウンド進出。
第2種目は従来通りの読み上げられた問題に答えるスタンダード早押しクイズ。5問正解で第2ラウンド進出、不正解2回でその種目のみ失格（第2種目のみ解答権を失う）。
第3種目は写真や動画を見て答える映像早押しクイズ。3問正解で第2ラウンド進出、不正解2回でその種目のみ失格（第3種目のみ解答権を失う）。
第4種目も従来通りの読み上げられた問題に答える早押し「HOP STEP JUMPクイズ」。ただし、3問連続で正解しないと第2ラウンドへ進出出来ない。不正解はそれまでのポイントを没収＋3回で失格。泥沼の混戦の末5人中3人が不正解3回で失格に。水津がようやく準決勝進出を果たす。
第2ラウンド（準決勝）
早押しボードクイズ。まず問題を読んでいる間、分かった時点で早押しボタンを押して、問題読みを止める。
誰がボタンを押した時点でボタンを押した・押さなかったに関わらず、全員答えをボードに書いて答える。
ボタンを押した人は正解なら3点獲得、不正解なら1回休み。押さなかった人は正解なら1点獲得、不正解でもペナルティは無い。
15点獲得で決勝ラウンド進出。先着2名が決勝ラウンドへ進む。
決勝ラウンド
パート1は1人ずつ、1分間に連続して出題される問題に1人で答える（早押しクイズの要素もあり、ボタンを押して解答しなければならない）。1問正解につき1ポイント獲得。出題の内容及び順序は同じである。
パート2は早押しクイズ。ただし、出題される問題は全て正解が複数在る一問多答問題であり、全ての正解を挙げないと正解として認められない。パート1で獲得したポイントがパート2へ引き継がれる。1問正解1ポイント、不正解は1ポイントマイナス。20ポイント先取で優勝。

### 史上最強のクイズ王決定戦 全国同時対抗ライブ
- 先述の「全国選抜サバイバルマッチ」の最後で予告した第10回が開催されず、そのお詫び企画として開催された。
- 全国5ヶ所（北海道地区：札幌大通公園の札幌雪まつり会場・サッポロファクトリー、関東地区：TBSビッグハット・Aスタジオ、中部地区：鳥羽水族館、近畿地区：東映太秦映画村、九州地区：太宰府天満宮）の中継を結んだ生放送と、クイズ史上異例の試みとなる電話回線を使った全国一斉の早押しがこの大会の特色である。
- 従来の大会とは違い、子供層でも参加が可能であった。また、各地区には芸能人の参加者もいた。
- 全国5ヶ所の各50名の本戦出場者が、徐々に絞り込まれていく。
- 優勝者には賞金100万円、優勝者の出た地区の参加者にも総額100万円の賞金が贈られる。
- 事実上の最終回である。

第1ラウンド
○×クイズ。『アメリカ横断ウルトラクイズ』同様、1問不正解で即失格。
問題文が正しいか間違っているかをYesかNoで解答。Yesの場合は「Yes！」と言いながら○のマークが入った白い帽子を被り、Noの場合は「No！」と言いながら×のマークが入った赤い帽子を被る（この方式は、当時同じJNN系列のCBC中部日本放送で放送されていた「天才クイズ」という番組から拝借）。
5ヶ所同時に行って、残り人数が5人以下になった地区はその時点で終了。残った挑戦者が第2ラウンド進出（第2ラウンド進出が5人未満の地区では近似値クイズを行い、正解に近かった人から敗者復活として各地区5人が第2ラウンドへ進出する様に調整を行う。それでも決まらない地区では、ジャンケンで決着をつけていた）。
第2ラウンド
早押しクイズ。2問正解で決勝ラウンド進出、1問不正解で即失格。先着4人が決勝ラウンドへ進む。
5ヶ所を回線で結んで、極力タイムラグが発生しない様に調整した上で25人同時に行う。
決勝ラウンド
早押しクイズ。7問正解で優勝、不正解2回で失格。
5ヶ所を回線で結んで、極力タイムラグが発生しない様に調整した上で4人同時に行う。
おまけのラウンド
史上最強の○×クイズ王座決定戦。決勝ラウンド終了後に実施。参加者全員が挑戦、勝ち残った挑戦者に賞金100万円が山分けされる。途中で番組が終わったため勝ち残り人数や賞金獲得者が出たかどうかは不明。

## 各大会決勝戦の結果
太字が優勝者。

### レギュラー大会
| 大会  | 放送日         | 名前     | 早押し | カプセル | 合計 |
| ----- | -------------- | -------- | ------ | -------- | ---- |
| 第1回 | 1989年11月14日 | 大木一美 | -      | 5        | 5    |
| 第1回 | 1989年11月14日 | 水津康夫 | -      | 10       | 10   |
| 第2回 | 1990年2月27日  | 水津康夫 | 2      | 11       | 13   |
| 第2回 | 1990年2月27日  | 西村顕治 | 5      | 10       | 15   |
| 第3回 | 1990年9月4日   | 西村顕治 | 5      | 9        | 14   |
| 第3回 | 1990年9月4日   | 水津康夫 | 2      | 13       | 15   |
| 第4回 | 1991年3月5日   | 水津康夫 | 3      | 12       | 15   |
| 第4回 | 1991年3月5日   | 五十嵐実 | 4      | 6        | 10   |
| 第5回 | 1991年8月27日  | 水津康夫 | 2      | 11       | 13   |
| 第5回 | 1991年8月27日  | 西村顕治 | 7      | 13       | 20   |
| 第6回 | 1992年2月25日  | 西村顕治 | 5      | 10       | 15   |
| 第6回 | 1992年2月25日  | 斉藤喜徳 | 2      | 5        | 7    |
| 第7回 | 1992年9月8日   | 西村顕治 | 5      | 10       | 15   |
| 第7回 | 1992年9月8日   | 小林聖司 | 2      | 4        | 6    |
| 第8回 | 1993年3月21日  | 西村顕治 | 5      | 10       | 15   |
| 第8回 | 1993年3月21日  | 布川尚之 | 2      | 1        | 3    |
| 第9回 | 1993年10月17日 | 西村顕治 | 2      | 7        | 9    |
| 第9回 | 1993年10月17日 | 水津康夫 | 5      | 10       | 15   |

### 特別企画
大橋巨泉VSクイズ王
| 放送日         | 名前     | 得点 |
| -------------- | -------- | ---- |
| 1991年12月10日 | 西村顕治 | 1    |
| 1991年12月10日 | 水津康夫 | 2    |

- 規定の30問以内に10問正解者が出なかったので優勝者なし。

全国選抜サバイバルマッチ
| 放送日        | 名前     | タイムレース | 1問多答早押し | 合計 |
| ------------- | -------- | ------------ | ------------- | ---- |
| 1994年2月27日 | 門田雅志 | 8            | 11            | 19   |
| 1994年2月27日 | 小林聖司 | 10           | 10            | 20   |

クイズ王決定戦ライブ
| 放送日        | 順位 | 名前     | 得点 |
| ------------- | ---- | -------- | ---- |
| 1995年2月12日 | 優勝 | 小林聖司 | 7    |
| 1995年2月12日 | 2位  | 五十嵐実 | 5    |
| 1995年2月12日 | 3位  | 加藤健司 | 2    |
| 1995年2月12日 | 4位  | 松本順司 | 2    |

## 2人のクイズ王・水津と西村
本大会9回の栄冠を独占したのが、この2人の「クイズ王」である。
- 水津康夫

長野の印刷会社勤務。「クイズバトンタッチ」、「アタック25」の最初の年間チャンピオンなど7つのクイズ番組を制覇した実績があるが、第1回当時は準優勝に甘んじることが多く「準優勝名人」とも呼ばれていた。常に扇子を愛用している。落ち着いた風格と知性で9回中4度クイズ王の座に。その実績から『水津康夫のクイズ全書』という本を出版している(情報センター出版局,1992年)。第6回・第8回・ライブには不参加。
なお、水津の妻である俊子夫人も第3回に参加し、第1関門の50問筆記クイズを通過している。
- 西村顕治

東京の新聞記者。「アップダウンクイズ」や「タイムショック」などの出場歴がある若手プレーヤー。初出場の第2回ではその実力と恰幅のよい体型から「クイズ界の横綱」と呼ばれていた。早押しでの豪快なアクションと常に強気な性格ゆえの「かかってきなさい!」の名文句で人気をさらい、4回連続クイズ王の座を射止めている。本職の多忙化を理由に第4回・サバイバルマッチ・ライブには不参加。
- 第6回までは、前クイズ王は武将姿などコスプレの恰好で待機しながら本選の様子を観戦していた。
- 第3回の決勝で2人が対決する際のナレーション「早押しの西村か？知識の水津か？」と入ることから分かるとおり、水津は左利きのために右利き用に作られている早押しテーブルはハンディになる。そのために西村に負けてはいるがカプセルクイズで逆転し優勝するという形が多い（実際水津が西村に限らず決勝パート1にて早押しで勝ったのは第9回だけである。ちなみに西村が決勝の早押しで相手にリードを奪われたのはこの回だけである）。ちなみに2人は同時期の「FNSクイズ王」および本番組終了以降のTBSの一連の大型クイズ番組には一切顔を見せていない。

## 著名人の出場者
以下の著名人が参加していたことが確認されている。
- 石坂浩二

芸能界のクイズ王代表として第1回から第8回までの本選に参加。しかし毎回第1関門で敗退するのがお約束だった。
第4回ではサドンデス戦の末、初の第1関門突破を果たした。
第6回では第1関門で姿を見せず、第2関門からの挑戦となったが、結局ここで敗退している。
- そのまんま東

第2回の予選会に参加。筆記成績は36点。
- ダンカン

第2回の予選会に参加。筆記成績は31点。筆記終了後はリポーターに転じた。
以下は全て「ライブ」のみの挑戦である。全員第1ラウンドで敗退。
- 栗本慎一郎(関東地区)
- 麻木久仁子(関東地区)
- ギリギリガールズ(関東地区)
- 坂田利夫(近畿地区)
- 笑福亭笑瓶(近畿地区)
- 小倉久寛(中部地区)
- 川島なお美(中部地区)
- コロッケ(九州地区)
- 林葉直子(九州地区)
- 三笑亭夢之助(北海道地区)
- 輪島功一(北海道地区)

## エピソード
- レギュラー大会では水津と西村が毎回クイズ王の座を独占していた。第2回で西村が水津から奪ったクイズ王の栄冠を第3回で水津が奪い返したのが発端である。回を追うごとに両クイズ王がお互いを意識するあまり他の参加者が脇役に甘んじてしまう傾向が定着した。なお2人は同時期の『FNSクイズ王』には一度も顔を見せなかった。「アメリカ横断ウルトラクイズ」でも放送上は一度も顔を見せてはいない（西村は、後楽園時代の第9回で予選落ち経験はある）。「能勢一幸のクイズ全書」にて「当時はウルトラだけに出るもの、FNSだけに出るもの、TBSだけに出るもの、全部に出るものとが分かれていた」と書いている。
- 水津と西村が決勝戦で直接対戦した際は必ず王者交代している。また、第3回以降の大会で敗退したクイズ王はなぜか次回大会を欠場している。
- 第1回準優勝者の大木一美は第2回大会以降問題作成に転向した。
- 本選はTBSのスタジオで収録が行われているが、第7～9回のみ幕張メッセで行われた。
- 事実上の最終回である『ライブ』の司会者は上岡であるが、奇しくもライバル関係であった『FNSクイズ王』も上岡が実質上最終回の司会を務めていた。
- 「サバイバルマッチ」「ライブ」と番外大会を連覇した小林聖司は、後年に当番組のチャンピオン代表として「WQC」「クイズ神」に出場したが、いずれも一回戦で敗れている。

## スタッフ
- 構成：恒川省三、田中やすし、本郷実、高山秀敏ほか
- ナレーター：武田広、井上真樹夫、金内吉男、野島昭生
- 監修：道蔦岳史、大木一美
- 演出：阿部龍二郎ほか
- ディレクター：小玉滋彦、那須田淳、和田尚造、吉橋隆雄、安田淳ほか
- プロデューサー：石川滋、難波一弘ほか
- 制作著作：TBS

## 書籍
- 史上最強のクイズ王決定戦 公式問題集 PART1～3（情報センター）

PART1は第1回～第4回、PART2は第5回と第6回、PART3は第7回と第8回の全問題を収録。

## ゲーム
発売元はいずれもヨネザワ（玩具メーカー。1994年5月に玩具事業をエスパル〔後のセガトイズ〕に売却）。決勝戦はクイズ王との対決となっているが、それに描かれているのは当時の最多優勝の水津ではなく、西村がイメージとなっている。これについて『ギミア・ぶれいく』の司会であった森光子は「あっ、ここにも西村さんがいますね」と言及していた。
- 『ギミア・ぶれいく 史上最強のクイズ王決定戦』（1991年12月13日、ファミリーコンピュータ、9,800円） - パーティータップ&早押しボタン6個付属[4]。
- 『ギミア・ぶれいく 史上最強のクイズ王決定戦2』（1992年8月28日、ファミリーコンピュータ、6,800円）
- 『史上最強のクイズ王決定戦 Super』（1992年12月28日、スーパーファミコン、9,800円）